# Dixie Dansercoer

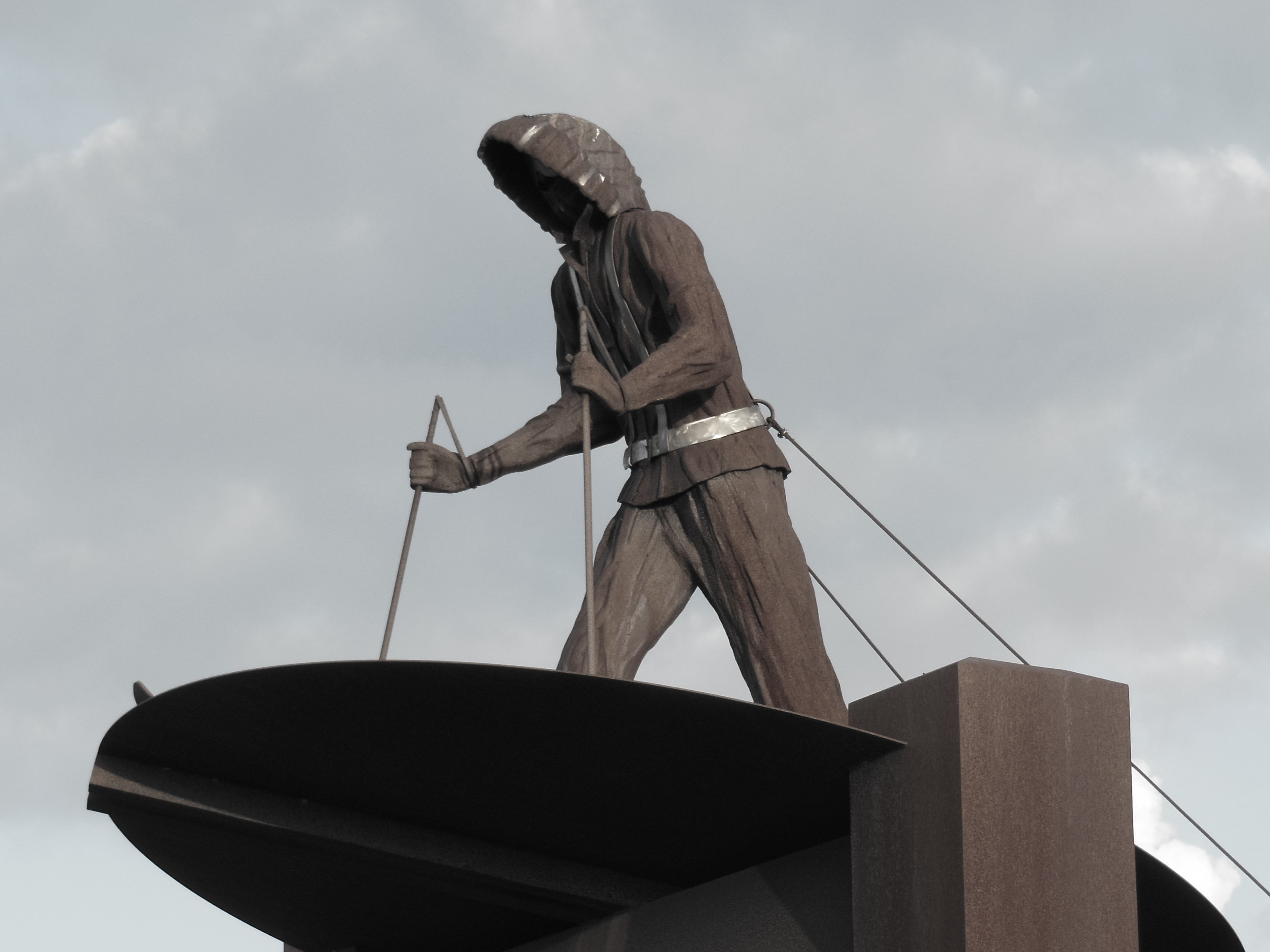
Arktický cestovatel. Památník Freddyho Cappona v Nieuwpoortu v Belgii.

Dirk „Dixie“ Dansercoer (12. července 1962 – 7. června 2021) byl belgický průzkumník, vytrvalostní sportovec a fotograf. Držel rekordy nebo získal ceny za vysokohorskou cyklistiku, windsurfing, ultramaratonský běh a expediční filmovou tvorbu.

## Životopis
- V roce 1980 strávil Dansercoer jako student rok v Moskvě ve státě Idaho ve Spojených státech u AFS Intercultural Programs, kde získal svou přezdívku Dixie.
- Je diplomovaným překladatelem a tlumočníkem.
- 13 let sloužil jako letecký stevard u belgických leteckých společností Sabena[1].
- Jako vítěz ceny odletěl do základního tábora Alaina Huberta a spřátelil se s ním.
- V letech 1997–98 provedl s Alainem Hubertem rekordní překročení Antarktidy.
- V roce 2006 jej Evropská kosmická agentura pověřila spolu s Hubertem měřením sněhové pokrývky v Arktidě za účelem kalibrace měření provedených pomocí satelitu CryoSat-2.[2] Oba opustili polární mys na Sibiři dne 1. března 2007. Severního pólu dosáhli po 55 dnech a do Grónska došli za dalších 51 dní. Bylo to poprvé, kdy někdo šel ze Sibiře do Grónska.
- V roce 2008 vedl rekonstrukci expedice de Gerlache „V návaznosti na expedici Belgica“.[3]
- V letech 2011–12 lyžoval se Samem Deltourem na antarktické ledové čepici na průkopnické 5013 km dlouhé kruhové dráze.[4]
- V roce 2014 dokončili Dansercoer a Eric McNair-Landry první úplné obeplutí ledové čepice Grónska s 4040 km jako konečná vzdálenost.[5] Během všech jeho expedic byly prováděny paralelní vědecké mise.

Poskytoval služby polární navigace prostřednictvím svých společností Polar Circles a Polar Experience, s cestami jak do arktických polárních oblastí, tak do Antarktidy.
Dixie Dansercoer spoluzaložil v roce 2011 s několika průzkumníky cestovní kancelář.
Spolu s ultraběžci také v roce 2018 spoluzaložil Polar Running Expeditions, nový typ rychlých polárních expedic.
Dansercoer je otec čtyř dětí. Jedno z jeho dětí se narodilo v roce 2002, když byl na Ultimate Artic Crossing.

## Smrt
Dansercoer zemřel dne 7. června 2021 během expedice v Grónsku. Zemřel poté, co spadl do ledovcové rokle. Není jasné, zda bude možné jeho tělo vyprostit.